# アッティリオ・カッシネリ
アッティリオ・カッシネリ（Attilio Cassinelli、1923年6月18日 - 2024年6月7日）は、イタリアのイラストレーター。ジェノヴァ生まれ。現在はノーヴィ・リーグレに在住し、創作活動を続けている。多数の児童書を手掛ける人気作家でもあり、200冊以上の本が出版され、約15か国の言語に翻訳されている。アッティリオ（イタリア語: Attilio）としても知られる。

## 来歴
1923年、ジェノヴァに生まれる。生後すぐに母親が他界したため、その後数年間は乳母と過ごす。その後、父親と祖父と共に幼少期、青年期を過ごす。会計士の勉学後、徴兵される。
父親が銀行の役職員だったため、戦後、自分のキャリアを引き継いでもらおうと、アッティリオに銀行で働くよう導くが、アッティリオはミラノに越してすぐに、銀行を去り、Augusto Colombo絵画スクールに入学。
ミラノでは、1950年代、広告グラフィックを担当し、ぬいぐるみのキャラクターを生み出しデザインする。立体的に動物を組み立てる能力は幾何学的で、シンプルな線と明確な色という、余計なものを排除した独自のスタイルを確立させ、その後、彼の生み出す一連のキャラクターは、図案化されたものとなる。太い黒い線と平面的な色使いは、明確で表現豊かな個性を添えつつ、キャラクターたちを生き生きと語り出させている。
1960年代、妻ケッラ、友人グループと一緒に、ピエモンテ州の田舎に土地を購入し、家を三軒作る。建築家の友人、ジャンニ・フラガパネの設計によるもので、ガラスとセメントで作られた3つの透明なキューブ形の家であった。この友情と遊びの空間で、子どもたちはのびのびと多くの時を過ごす。その仲間の一人、カレン・ガンソープは、その後、アッティリオの共同制作者となる。
1966年、ボローニャ児童図書見本市に初出展。一作目の絵本、「La casa sull’albero（木の上のおうち）」のデザインで覆われたブースが設置される。この作品は、その後、友人カレン・ガンソープと着想を得て「森シリーズ」として展開。ボローニャでは、レナート・ジュンティ（イタリア大手出版社ジュンティの創業者であり、見本市の協力者）と出会い、すぐに歴史的共同制作がスタート。同時期、家族と共にジェノヴァに戻ることを決意。
引き続き大変多くの物語をつむぎ、イラストを描き、数シリーズゲーム（イタリア版ビンゴ）、厚紙で動物を制を出版する。その他、多数の子供用ボードゲーム、ドミノゲームやトンボラ・作するCartoonzooやZooなど、出版物以外のデザインも多く手掛ける。
ピノッキオ誕生100周年を記念するため、この有名な物語のイラストレーションを担当する。アッティリオ・スタイルの色鮮やかで美しいデザインのピノッキオは、大きな評判を呼び、多くの収集家が求める幻の児童書である。
アッティオが文と絵を担当した、「C’era una volta un pezzo di legno.（昔むかし、木の切れはしがありました）」という別バージョンのピノッキオが存在する。1ページに2コマ描かれ、その下に4行の詩形でストーリーが展開する独自のスタイル。1991年に出版。
続く20年間は、物語を創作し、デザインと絵を描き続ける。
2016年、娘アレッサンドラの監修・協同の元、書店経営する友人ディレッタ・コロンボと、ラピス出版編集者ロザリア・プンツィと共に、クラシック童話シリーズ「Minifiabe（「あかちゃんどうわ　えほんシリーズ（岩崎図書）」）」を刊行。
2018年、新シリーズ「ミニストーリーズ」がラピス社から出版。
アッティリオの作品は多くの言語で翻訳されている。日本では1970年代、多数の絵本が出版された他、Attilioサイン入りの子供用Ｔシャツや、エプロン、ハンカチ、文具、室内装飾品など様々なキャラクター商品が販売され、人気を博した。80年代より、リチャード・ジノリは、アッティオによるピノッキオのイラストが描かれた食器を制作している。

## オリジナルキャラクター
アッティオの作り出す絵本のキャラクターたちは、大抵いつも擬人化された動物で、背景は野外であることが多く、経験や冒険を通して、友だちができたり、友情を育んだり、いっしょに遊んだり、疑問を投げかけたり....と、読み手と変わらない人間的な動物である。
- ネコのペリクル
- ネズミのトーニオ
- 小熊のオルセット ロッソ
- キツネのリーナ
- うさぎのサムエ-レ
- 賢いフクロウ
- リスのダニエーレ
- ダックスフンドのトリスターノ
- 犬のボブ
- 馬のアッリーゴ
- 牛のミッリ
- モグラのラーウラ
- ひよこのジーノ
- 2匹のネズミ、ティッタとメーオ
- アナグマのディーノ
- カササギのマリーサ
- カエルのアントニーナ
- ガチョウのマールゲ
- カラスのケッカ
- ハリネズミのミケリーノ
- ビーバーのフェリーチェ
- オオカミのジェンナーロ

## 作品
- 1966年 La Casa sull'albero（木の上のおうち）
- 1967年 La sorpresa di Antonina（アントニーナのサプライズ）
- 1967年 Rina alla fattoria(農園のリーナ)
- 1967年 Pericle va a pescare（ペリクル、つりへ行く）
- 1967年 Il pulcino e il lupo（ひよことオオカミ）
- 1967年 Daniele e il ghiaccio（ダニエーレと氷）
- 1968年 Tonino va in città (トニーノ、町へ行く)
- 1968年 L’allegro Bob(げんきなボブ)
- 1968年 Checca e i suoi piccoli（ケッカと子どもたち）
- 1968年 Le avventure di Margherita（マルゲリータのぼうけん）
- 1968年 Mili e il circo（ミッリとサーカス）
- 1968年 Priｍavera nel bosco(森の春)
- 1967年 Che cosa mangiano（なに食べている？）
- 1967年 Gli animali della fattoria I (のうえんのどうぶつたちI)
- 1967年 Gli animali della fattoria II(のうえんのどうぶつたちII)
- 1967年 I miei cari amici （わたしのだいすきなお友だち）
- 1967年 I miei giocattoli（わたしのおもちゃ）
- 1967年 Dove dormono　（どこにねるの？）
- 1967年 Bob e le farfalle（ボブとチョウチョ）
- 1976年 Milli e i pattini（ミッリとスケート）
- 1967年 La marmellata rubata（ぬすまれたジャム）
- 1967年 I due topini curiosi（こうきしんのある2ひきのネズミ）
- 1967年 Samuele e le Carote（サムエーレとにんじん）
- 1976年 Pericle e la pioggia（ペリクルと雨）
- 1969年 Che cosa c’è al mare（うみに、なにがあるの？）
- 1969年 Che cosa c’è allo zoo? (どうぶつえんに、なにがあるの？)
- 1969年 Che cosa c’è in città (まちに、なにがあるの？)
- 1969年 Che cosa c’è in montagna?　（やまに、なにがあるの？）
- 1969年 Che cosa c’è nel bosco?(もりに、なにがあるの？)
- 1969年 Che cosa c’è in campagna?（いなかに、なにがあるの？）
- 1970年 Samuele va a caccia（狩りに行くサムエーレ）
- 1970年 La gara di pesca　（釣り大会）
- 1970年 L’inverno precoce (早すぎる冬)
- 1970 Il miele guadagnato（手に入れたハチミツ）
- 1970 Chi troppo vuole…（あまりに欲しがる人は...）
- 1970 Pericle e la pera(ペリクルとナシ)
- 1972 Andare, venire（行く、来る）
- 1972 Bob e le farfalle（ボブとちょうちょ）
- 1972 Il lungo inverno（ながい冬）
- 1972 Il modo migliore（よい方法）
- 1972 Il pesce con le orecchie（耳のあるさかな）
- 1972 La pera e la scala（桃とはしご）
- 1972 Pericle e il temporale（ペリクルと嵐）
- 1972 Samuele Cacciatore（狩人サムエーレ）
- 1972 Marisa e il suo nido（マリーザとお家）
- 1972 Il bagno nel laghetto（湖で水浴び）
- 1972 Chicchirichì（コッケコッコー）
- 1972 Tre amici nello stagno（友だちとドロ遊び）
- 1972 L’albero di Natale 1972（クリスマスツリー1972）
- 1972 Evviva il carnevale（うれしい、カーニバル）
- 1973 L’omino di paglia（ワラのおとこの子）
- 1973 Le uova di Pasqua（復活祭のたまご）
- 1973 Le spighe di grano（麦の穂）
- 1973 La raccolta delle pere（ナシのものがたり）
- 1973 Un giorno al Luna Park（遊園地の一日）
- 1973 La passeggiata nel bosco（森のさんぽ）
- 1974 Buck e Mao（ブックとマオ）
- 1974 Pio pio cra cra（ピオピオ　クアクア）
- 1974 Flick va a passeggio（フリックはおさんぽ）
- 1974 Fragole e carote（いちごとにんじん）
- 1974 I tre uccellini（3羽の小鳥）
- 1974 L’orsacchiotto di pezza（斑点子ぐま）
- 1975 I due cuccioli（2ひきの小いぬ）
- 1975 La papera e la foglia（ガチョウとはっぱ）
- 1975 Il gomitolo di lana（毛糸玉）
- 1975 Pensa e ripensa（かんがえて、かんがえて）
- 1975 Temporale in città（町の嵐）
- 1975 Uova e topini（たまごと子ネズミ）
- 1976 Esopo e Attilio Cassinelli: Animali nelle　favole

(ripubblicato nel 1988) 
（イソップとアッティリオ・カッシネリ：物語りの中の動物　1988年再出版）
- 1976 Fedro e Attilio Cassinelli: Animali nelle　favole

(ripubblicato insieme a Esopo nel 1995)
（ファイドルスとアッティリオ・カッシネリ：物語の中の動物　1995年再出版）
- 1978 Lev Tolstoj e Attilio Cassinelli: Animali protagonisti

（レフ・トルストイとアッティリオ・カッシネリ:主人公の動物たち）
- 1977 Uno（1）
- 1977 Due（2）
- 1977 Tre（3）
- 1977 Quattro（4）
- 1977 Cinque（5）
- 1977 Sei（6）
- 1979 Al circo（サーカスで）
- 1979 Al mare（海で）
- 1979 Alla fattoria（農園で）
- 1979 Allo zoo（ゼロ）
- 1979 In città（町で）
- 1979 Sulla neve（船で）
- 1981 Checca e i suoi piccoli（ケッカと子どもたち）
- 1981 Daniele e il ghiaccio（ダニエーレと氷）
- 1981 Il pulcino e il lupo（ひよことオオカミ）
- 1981 La sorpresa di Antonina（アントニーナのサプライズ）
- 1981 La casa sull’albero（木の上のおうち）
- 1981 Milli e il circo（ミッリとサーカス）
- 1981 Rina alla fattoria（農園のリーナ）
- 1981 Tonino va in città（トニーノ、まちへいく）
- 1981 Carlo Collodi e Attilio Cassinelli: Pinocchio

（カルロ・コッローディとアッティオ・カッシネッリ:ピノッキオ）

### アッティリオ・カッシネリとチェチーリア・アリプランディ
- 1984 I colori（いろ）
- 1984 I numeri（かず）
- 1984 L’alfabeto del tuo corpo（体のアルファベット）
- 1985 Le piante con fiori e frutti（花と果物の植物）
- 1986 Gli animali（動物）
- 1986 Zebra e il vestito a righe（シマウマとしま模様の服）
- 1986 Struzzo e ghepardo in gara（ダチョウとチータの競争）
- 1986 Leone fa i capricci（わがままなライオン）
- 1986 Coccodrillo e lo specchio　（ワニとかがみ）
- 1987 Bertuccia e il diluvio（北アフリカザルと洪水）
- 1987 Dromedario e l’oasi incantata（ヒトコブラクダと魅惑的なオアシス）
- 1987 Orsetto al polo sud（南極のクマ）
- 1987 Serpentone e il suo segreto（大蛇と秘密）

### アッティリオ・カッシネリと様々な共著者
- 1988 Animali nei proverbi（ことわざの中の動物）
- 1989 Racconti della foresta（森のはなし）
- 1990 Orsetto rosso fotografo（カメラマンのあかいくまちゃん）
- 1990 Una giornata di pioggia（雨の一日）
- 1990 Samuele e lombrico（サムエーレとミミズ）
- 1990 Titta Meo e le conchiglie（ティッタ* メーオとかいがら）
- 1990 Si è guastata la tv（こわれたテレビ）
- 1990 La raccolta di foglie（葉っぱのおはなし）
- 1991 C’era una volta... un pezzo di legno（昔むかし....木の切れはしがありました）

### アッティリオ・カッシネリとカレン・ガンソープ
- 1992 Ginnastica per tutti（みんなの体操）
- 1992 Il ritratto di papà（おとうさんの似顔絵）
- 1992 Primavera nel vivaio（水そうの春）
- 1992 Tanti lavori（たくさんの仕事）
- 1992 Bravo Pondi（えらいポンディ）
- 1992 Buon viaggio Tom（いってらっしゃい、トム）
- 1994 Una dopo l’altra（つぎつぎと）
- 1998 Gli amici del bosco, voll. 1, 2, 3（森の友だち　vol. 1,2,3）
- 2002 Gino il pulcino e altre storie(ひよこのジーノと、その他のものがたり)
- 2004 Bat e la luna（バットと月）
- 2004 Bat e la grande puzza（バットとクサいにおい）
- 2004 Bat e gli amici lontani（バットと遠くにいる友だち）
- 2004 Bat e la gita in aereo（バットとひこうき散歩）
- 2004 Bat e le capriole（バットとでんぐり返し）
- 2004 Bat e i suoi amici（バットと友だち）

### ジュンティ キッズ
- 2005年　Tutti al mare con Pericle（ペリクルと みんなうみへ）

ラピス出版社　「ミニ童話」シリーズ
2017、2018、2019年
- あかずきんちゃん　(Cappuccetto rosso,　さとうのりか訳、岩崎書店)
- さんびきのこぶた（I tre porcellini, さとうのりか訳、岩崎書店）
- みにくいアヒルのこ（Il bruto anatroccolo,　さとうのりか訳、岩崎書店）
- ブレーメンのおんがくたい（I musicanti di Brema,　さとうのりか訳、岩崎書店）
- Riccioli d’oro（きんのまきげ）
- Il principe ranocchio（カエルのおうじ）
- Il leone e il topo（ライオンとねずみ）
- Topo di campagna topo di città（いなかのねずみ、とかいのねずみ）
- La gallinella rossa (あかいメンドリ)
- Il pifferaio magic (まほうのフルートそうしゃ)
- Il lupo e i sette capretti (おおかみと7ひきのこやぎ)

ラピス出版　アッティリオ「ミニストーリー」シリーズ
2019年
- Topini e le foglie (小ネズミとはっぱ)
- Rosso non dorme（ロッソはねむらない）
- Pericle e il Tesoro（ペリクルとたからもの）
- Orsetto e le api（こぐまとハチ）
- Primo（いちばんめ）

### 受賞
- 1975年IBA国際書籍芸術展（Internationale Buchkunst Ausstellung）、「ダニエーレと氷」で選外佳作賞
- 1978年IBBYハンス・クリスチャン・アンデルセン・アワード、名誉賞
- 1989年IBA国際書籍芸術展（Internationale Buchkunst Ausstellung）、「じゆうな動物たち」で選外佳作賞
- 2017年アンデルセン賞、審査員特別賞
- トリノ国際ブックフェア、「Nati per leggere」賞
- 2018年Premio Microeditoria di qualità賞
- 2019年ボローニャ・ラガッツィ・アワード、キャリア功労特別賞